# Antiphrisson alpicola
Antiphrisson alpicola là một loài ruồi trong họ Asilidae. Antiphrisson alpicola được Lehr miêu tả năm 1986. Loài này phân bố ở vùng Cổ Bắc giới.